# 허보미
허보미(1982년~)는 대한민국의 모델이다.

## 방송
- 2013 K-Queen (2013) - 심사위원
- 2014 K-QUEEN CONTEST (2014)

## 경력
- 잡지 보그, W, 엘르, 바자, 마리끌레르, 에스콰이어, 싱글즈 모델
- 서울컬렉션 앤디앤뎁, 박병규, 지춘희, 이영희, 한송, 박춘무, 황재복 패션쇼 모델
- SFAA컬렉션 김동순, 한혜자, 오은환, 진태옥 패션쇼 모델